# Дейнкер, Арьен
Арьен Дейнкер (нидерл. Arjen Duinker; род. 31 декабря 1956, Делфт, Южная Голландия, Нидерланды) — нидерландский писатель.

## Биография
Изучал психологию в Амстердаме (1975—1977), философию — в Амстердаме (1977), Гронингене (1977-1979), Лейдене (1979-1982). Дебютировал как поэт в литературном журнале Hollands Maandblad (1980). Вообще активно публикуется в журналах и газетах, печатает криптограммы, ведет спортивную колонку и др. Участвовал в коллективном переводе книги Уолта Уитмена «Листья травы».

## Произведения

### Стихи
- 1988 — Красный берег/Rode oever
- 1990 — Losse gedichten
- 1994 — Пескоструйный аппарат и другие стихи/ De gevelreiniger en anderen
- 1996 — Время снов/ Het uur van de droom
- 1998 — Ook al is het niet zo
- 2000 — История перечислений/ De geschiedenis van een opsomming (премия Яна Камперта)
- 2002 — Misschien vier vergelijkingen
- 2003 — De zon en de wereld: gedichten voor twee stemmen (VSB Poëzieprijs)
- 2006 — И что? Бесконечность/ En dat? Oneindig (в соавторстве с поэтессой Карин Мартель, на голландском и французском языках)
- 2009 — Соседская детвора/ Buurtkinderen (поэтическая премия Аватер)
- 2010 — Doorsneden landschap

### Роман
- 1992 — Топь/ Het moeras

### Переводы
- 2005 — «Листья травы» Уитмена/ Grasbladen (под редакцией Якоба Гроота и Кеса 'т Харта)

## Признание
Литературная премия г. Рурмонд (1993). Стихи Дейнкера переведены на английский, французский, итальянский, португальский языки.

## Публикации на русском языке
- История перечислений/ Пер. Ю.Тележко. СПб.:Изд-во журнала «Нева», 2006
- Лестница Скарпы/ Пер. Ю.Тележко. СПб.: Коло, 2009